# Breitstein
De Breitstein is een berg in de deelstaat Salzburg, Oostenrijk. De berg heeft een hoogte van 2.161 meter. 
De Breitstein is onderdeel van het Tennengebergte.